# Лежень (весільний обрядовий хліб)

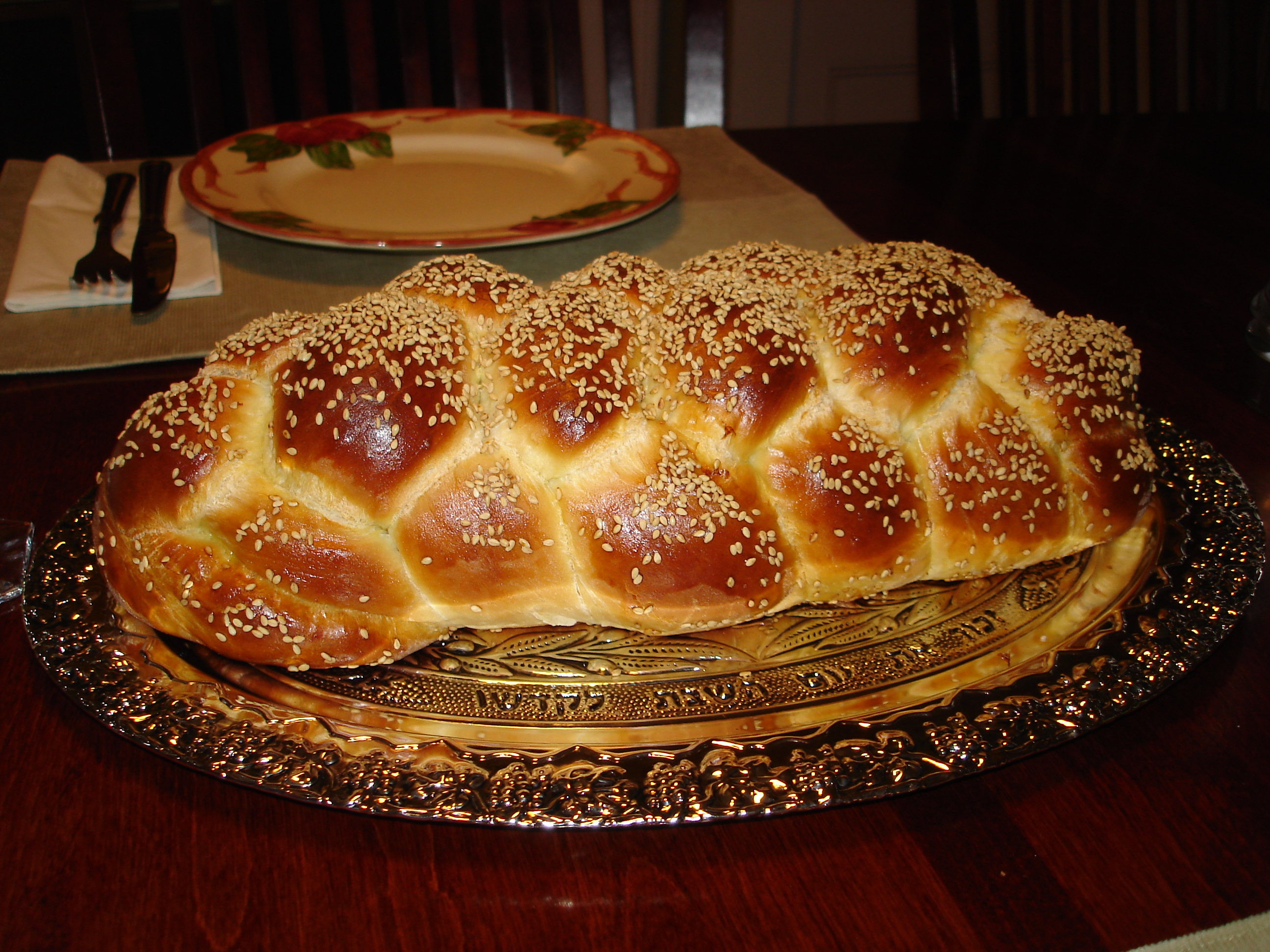
Калач-лежень.

Лежень — український весільний обрядовий хліб, різновид калача. 
Форма — овальна, зверху прикрашений оздобами з тіста. Лежень возили молоді до нової родини: молодий — для тещі, молода — для свекрухи. Ділили його на другий день весілля.
Найхарактерніший для Лівобережної України, частково для Півдня. 
У деяких районах Полісся лежнем називали різдвяний хліб, який лежав на столі протягом усіх святок аж до Водохреща.